# 山口翔大
山口 翔大（やまぐち しょうた、1990年7月9日- ）は、日本の空手家。大阪府堺市出身。GENESIS/TEAM3K所属。K-1無差別級世界3位。

## 来歴
アマチュアのフルコンタクト空手時代は自身が所属した白蓮会館の全日本大会にて5度の優勝、全日本フルコンタクト空手道連盟主催のJFKOを2連覇、19年には新極真会の世界大会に男子他流派初の日本代表として選ばれ世界の強豪と戦った実績を持ち、空手時代の師である白蓮会館 南豪宏最高師範の異名から、直弟子である山口も同様に『最強の侵略者』の異名で呼ばれている。
プロキックボクシング転向後は、近藤拳成、近藤魁成、小田尋久、陽勇といったファイターが所属する大阪のTEAM3Kに同じく籍を置き、K-1クルーザー級に定期参戦。
自身の階級では無敗で戦績を重ねる中で、14年ぶりに無差別級のK-1 WORLD GPが開催決定。
本来の適正階級ではないものの、熱烈なオファーと目の前にある世界一になれるチャンスを見逃すのかという自問自答の結果参戦を決める。
アジア予選ではエロール・ジマーマンにKO負けを喫するも、負傷による欠場者が発生し補欠から本戦出場が決定すると、日本人としては佐竹雅昭、武蔵以来の3位以上の入賞を達成。
本戦出場者の中では最軽量・最低身長ながらも、結果的にアジア予選で対戦したエロール・ジマーマンと同立の3位で終えた。

## 戦績

### プロキックボクシング
| キックボクシング 戦績 | キックボクシング 戦績 | キックボクシング 戦績 | キックボクシング 戦績 | キックボクシング 戦績 | キックボクシング 戦績 | キックボクシング 戦績 |
| --------------------- | --------------------- | --------------------- | --------------------- | --------------------- | --------------------- | --------------------- |
| 11 試合               | (T)KO                 | 判定                  | その他                | 引き分け              | 無効試合              |                       |
| 8 勝                  | 3                     | 4                     | 1                     | 1                     | 0                     |                       |
| 3 敗                  | 1                     | 2                     | 0                     | 1                     | 0                     |                       |

| 勝敗 | 対戦相手                 | 試合結果            | 大会名                                                                           | 開催年月日     |
| ×    | 谷川聖哉                 | 3R+延長終了 判定0-3 | Krush.176 【Krushクルーザー級王座決定戦】                                        | 2025年5月25日  |
| ×    | フェン・ルイ             | 3R終了 判定0-3      | K-1 WORLD GP 2024 in TOKYO ~FINAL~ 【K-1無差別級世界最強決定トーナメント準決勝】 | 2024年12月14日 |
| ○    | クラウディオ・イストラテ | 反則                | K-1 WORLD GP 2024 in TOKYO ~FINAL~ 【K-1無差別級世界最強決定トーナメント1回戦】  | 2024年12月14日 |
| ×    | エロール・ジマーマン     | 3R 1:16 KO          | K-1 WORLD GP 2024 【K-1無差別級アジア予選】                                      | 2024年10月5日  |
| ○    | 入田和樹                 | 3R終了 判定3-0      | Hoost Cup Kings Osaka 6                                                          | 2024年7月28日  |
| ○    | 星龍之介                 | 3R 1:00 KO          | K-1 ReBIRTH2                                                                     | 2023年12月9日  |
| ○    | 安藤優介                 | 3R終了 判定3-0      | Nariagari vol.2                                                                  | 2023年9月3日   |
| ○    | ANIMAL☆KOJI              | 3R終了 判定2-0      | Krush.148                                                                        | 2023年4月28日  |
| ○    | 佐野勇海                 | 1R1:48 KO           | K-1 WORLD GP 2022                                                                | 2022年12月3日  |
| ○    | 木村太地                 | 3R終了 判定3-0      | Krush.141                                                                        | 2022年9月24日  |